# Norops tropidonotus
Norops tropidonotus este o specie de șopârle din genul Norops, familia Polychrotidae, descrisă de Peters 1863.

## Subspecii
Această specie cuprinde următoarele subspecii:
- N. t. spilorhipis
- N. t. tropidonotus